# Luis Van Rooten
Luis D'Antin Van Rooten (Città del Messico, 29 novembre 1906 – Chatham, 17 giugno 1973) è stato un attore statunitense.
Van Rooten nacque a Città del Messico e all'età di otto anni emigrò negli Stati Uniti con i genitori, crescendo poi in Pennsylvania. Conseguì il BA presso l'Università della Pennsylvania come architetto, prima di dedicarsi al cinema a Hollywood durante la seconda guerra mondiale. La sua famigliarità con le lingue gli fece ottenere un impiego come annunciatore militare radiofonico durante la guerra ed egli condusse numerose trasmissioni in italiano, spagnolo e francese. Spesso ricoprì ruoli che richiedevano un accento o una buona conoscenza dei dialetti.
Morì nel 1973, a 66 anni, a Chatham, dove stava trascorrendo le vacanze.

## Filmografia parziale

### Cinema
- The Hitler Gang, regia di John Farrow (1944)
- I forzati del mare (Two Years Before the Mast), regia di John Farrow (1946)
- Oppio (To the Ends of the Earth), regia di Robert Stevenson (1948)
- Il tempo si è fermato (The Big Clock), regia di John Farrow (1948)
- Saigon, regia di Leslie Fenton (1948)
- La donna del traditore (To the Victor), regia di Delmer Daves (1948)
- Codice d'onore (Beyond Glory), regia di John Farrow (1948)
- La notte ha mille occhi (Night Has a Thousand Eyes), regia di John Farrow (1948)
- Malerba (City Across the River), regia di Maxwell Shane (1949)
- Il grande campione (Champion), regia di Mark Robson (1949)
- Cenerentola (Cinderella), regia di Clyde Geronimi (1950) - voce
- Pietà per i giusti (Detective's Story), regia di William Wyler (1951)
- L'avventuriera di Tangeri (My Favorite Spy), regia di Norman Z. McLeod (1951)
- La rivolta di Haiti (Lydia Bailey), regia di Jean Negulesco (1952)
- Gli amanti dei 5 mari (The Sea Chase), regia di John Farrow (1955)
- Furia infernale (The Unholy Wife), regia di John Farrow (1957)
- Fräulein, regia di Henry Koster (1958)
- Operazione Eichmann (Operation Eichmann), regia di R.G. Springsteen (1961)

### Televisione
- The Alcoa Hour – serie TV, 5 episodi (1955-1957)
- L'uomo ombra (The Thin Man) – serie TV, episodio 1x26 (1958)
- Indirizzo permanente (77 Sunset Strip) – serie TV, 2 episodi (1960)
- Peter Gunn – serie TV, episodio 3x03 (1960)

## Doppiatori italiani
- Giorgio Capecchi in Il tempo si è fermato
- Paolo Stoppa in La notte ha mille occhi, Il grande campione
- Mario Besesti in Cenerentola (re, ed. 1950)
- Stefano Sibaldi in Codice d'onore, Cenerentola (granduca Monocolao, ed. 1950), Pietà per i giusti
- Carlo Romano in Cenerentola (re, ed. 1967)
- Oreste Lionello in Cenerentola (granduca Monocolao, ed. 1967)